# Overwatch
Overwatch – strzelanka pierwszoosobowa stworzona przez Blizzard Entertainment na platformy PC, PlayStation 4, Nintendo Switch, Xbox One i Xbox Series X/S. Gra została zaprezentowana podczas BlizzConu w 2014 roku. Premiera odbyła się 24 maja 2016. Produkcja doczekała się trzech wersji: w dniu premiery Edycji Origins i Edycji Kolekcjonerskiej, a następnie 23 maja 2017 Edycji Game of The Year. 1 listopada 2019 roku na BlizzConie zapowiedziano kontynuację.

## Fabuła
Overwatch został osadzony w niedalekiej przyszłości, po kryzysie omnicznym, w którym zbuntowana sztuczna inteligencja chciała zniszczyć rasę ludzką. Aby zakończyć konflikt, Organizacja Narodów Zjednoczonych stworzyła grupę Overwatch, która łączyła najzdolniejszych ludzi z całego świata. Gdy wojna się skończyła, grupa została przekształcona w organizację pokojową, jednak po wielu przestępstwach na całym świecie, korupcji i działalności niezgodnej z prawami człowieka, wpływy organizacji zaczęły słabnąć. Po tajemniczym wybuchu w głównej siedzibie Overwatch, uznanej za wypadek, grupa została rozwiązana.

## Rozgrywka
Overwatch skupia się na walce dwóch sześcioosobowych drużyn. Podobnie jak w grach multiplayer online battle arena, gracz wybiera jedną postać (według stanu z 2020 pula wynosiła 32 bohaterów) z wyjątkowymi umiejętnościami. Bohaterowie są podzieleni na trzy klasy – na bohaterów natarcia z dużymi obrażeniami lub kontrolujące pole bitwy przy pomocy pułapek/wieżyczek, postacie wspierające drużynę, lecząc sojuszników lub dając im bonusy oraz na tzw. „tanków”, czyli postaci mogących zaabsorbować dużą ilość obrażeń. Mapy wzorowane są na prawdziwych lokacjach; trzy pierwsze mapy („King′s Row”, „Hanamura”, „Świątynia Anubisa”) inspirowane są Londynem, Japonią oraz ruinami Starożytnego Egiptu.
Overwatch zawiera cztery tryby rozgrywki:
- szturm – zadaniem jednej z drużyn jest zdobycie dwóch punktów przejęcia, podczas gdy druga musi je bronić;
- eskorta – drużyna atakująca ma za zadanie eskortować ładunek do punktu przed upływem czasu, podczas gdy drużyna broniąca musi ich powstrzymać;
- kontrola – dwie drużyny walczą o kontrolę na mapie przed upływem czasu;
- szturm/eskorta (Hybryda) – atakujący najpierw przejmują ładunek, a potem eskortują go do punktu docelowego. Obrońcy starają się ich powstrzymać;
- rywalizacja;
- centrum gier.

## Produkcja i wydanie

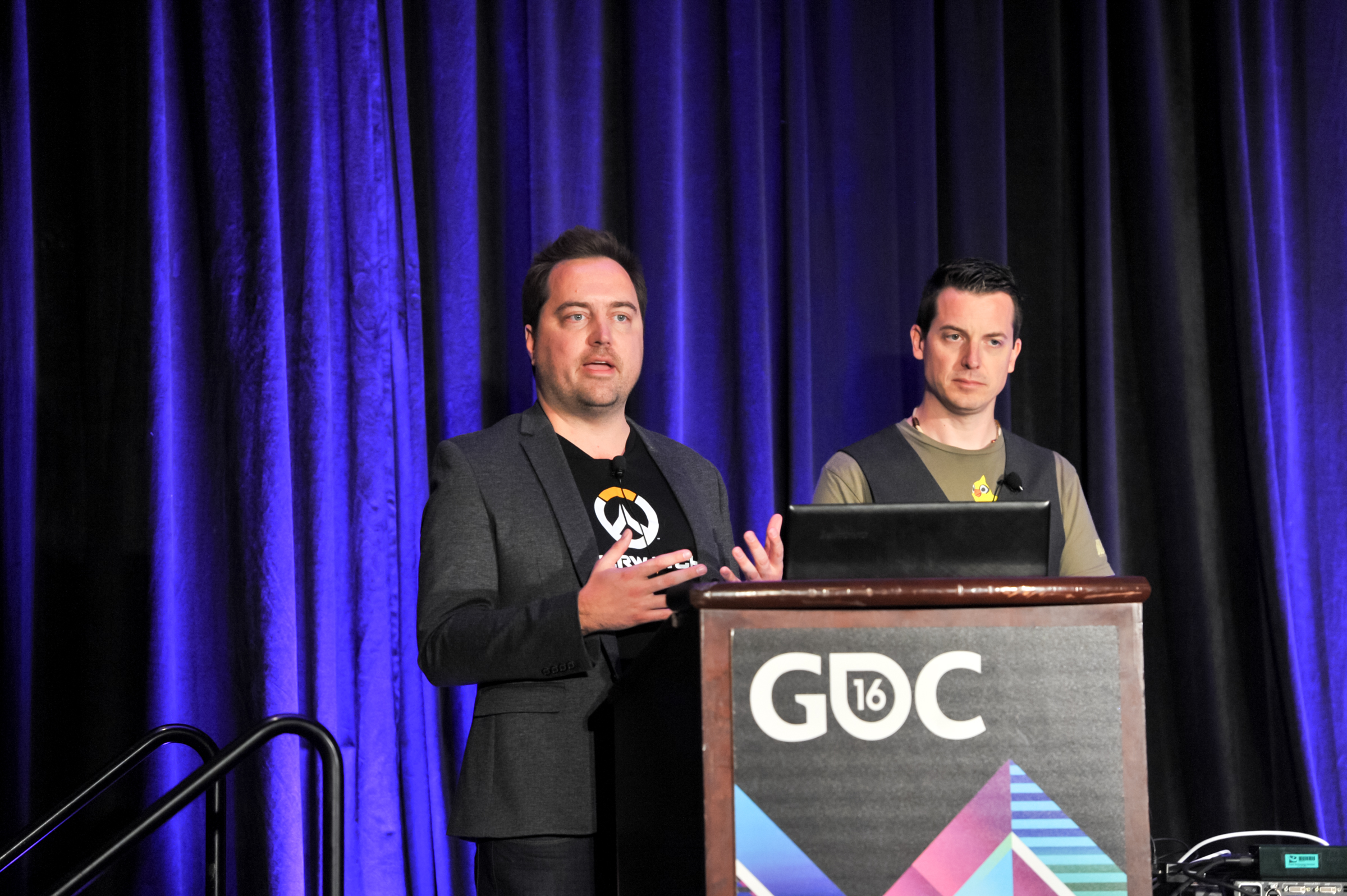
Starszy projektant dźwięku Scott Lawlor i starszy inżynier oprogramowania Tomas Neumann w trakcie panelu Overwatcha – The Elusive Goal: Play by Sound podczas Game Developers Conference 2016

Prace nad grą rozpoczęły się latem 2013, a zapowiedziana została podczas konferencji BlizzCon w 2014 roku. Gra była tworzona przez zespół, odpowiedzialny za anulowaną grę MMO Titan, a część elementów z nieudanego projektu przeniesiono do Overwatch. Jest pierwszą grą Blizzarda od 1998 roku (wydanie StarCrafta), która jest osadzona w nowym uniwersum,  .
Overwatch został wydany na komputery z system Windows oraz konsolach PlayStation 4 i Xbox One. Premiera odbyła się 24 maja 2016. Testy zamkniętej wersji beta trwały od 27 października do 10 grudnia 2015 oraz od 9 lutego do 25 kwietnia 2016. Zostały również udostępnione otwarte beta-testy od 5 do 9 maja.

## Odbiór gry

### Przed premierą (beta-testy)
Jeszcze przed wydaniem Overwatch cieszył się dużym zainteresowaniem wśród graczy. 2 listopada 2015 roku poinformowano, że ponad 7 mln osób zapisało się na zamknięte beta-testy gry, nie licząc graczy z Chin. W sprawozdaniu rocznym za 2015 rok podano, że gra w czasie trwania wstępnych beta-testów osiągnęła status najczęściej oglądanej w serwisie Twitch. 5 maja 2016 w sprawozdaniu za pierwszy kwartał poinformowano, że podczas otwartych beta-testów w Overwatcha „grały miliony ludzi”. Natomiast 12 maja Blizzard podał, że w otwartych beta-testach wzięło udział ponad 9,7 mln osób z całego świata, które rozegrały 37 milionów spotkań, trwających łącznie 81 mln godzin (4,9 mld min).

### Odbiór komercyjny

#### Sprzedaż
Pod koniec maja 2016 Overwatch został najszybciej sprzedającą się grą Blizzarda na konsole oraz najlepiej sprzedającą się produkcją w Wielkiej Brytanii, gdzie zajęła 1. miejsce w Top 10. Największą sprzedaż detaliczną odnotowała wersja na PlayStation 4 (47%), następnie na Xbox One (36%) i komputery osobiste (18%). Gra utrzymywała się na 1. miejscu w UK przez kolejne 3 tygodnie. 9 czerwca 2016 NPD Group, firma zajmującą się badaniem rynku gier wideo, poinformowała, że Overwatch był trzecią najlepiej sprzedającą się detalicznie grą w USA w miesiącu jej premiery (za Uncharted 4: A Thief's End i Doomem). Jednakże po uwzględnieniu sprzedaży kopii cyfrowych na PC, gra stała się najlepiej sprzedającą się grą w czerwcu 2016 roku, wyprzedzając Uncharted 4 około dwukrotnie. 21 lipca 2016 organizacja NPD poinformowała, że Overwatch był najlepiej sprzedającą się grą na rynku amerykańskim w czerwcu tegoż roku (wliczono w to również kopie cyfrowe). W tym samym okresie gra zajmowała pierwszą pozycję także w Wielkiej Brytanii, wyprzedzając tym samym Lego Gwiezdne wojny: Przebudzenie Mocy i Dooma. 22 sierpnia 2016 grupa analityczna NPD podała, że Overwatch był drugą najpopularniejszą grą (po Grand Theft Auto V) na amerykańskim rynku w lipcu tegoż roku. Z kolei 24 sierpnia SuperData Research podało, że w lipcu gra ponownie zajęła 1. miejsce wśród najlepiej sprzedających się tytułów na PC oraz 5. miejsce wśród gier na konsole (analogicznie do zestawienia z maja 2016). Na przełomie sierpnia i września oraz pierwszym tygodniu września 2016 Overwatch ponownie był najlepiej sprzedającą się grą w Wielkiej Brytanii.

#### Zainteresowanie grą i przychody
2 czerwca 2016 roku Blizzard poinformował, że od czasu premiery w Overwatch zagrało siedem milionów osób (na wszystkich platformach), które spędziły w świecie gry łącznie 119 mln h. 14 czerwca 2016 Blizzard za pośrednictwem serwisu Twitter poinformował, że w grę zagrało już ponad 10 milionów osób. 23 czerwca 2016 grupa analityczna SuperData Research podała, że Overwatch zajął 1. miejsce wśród najlepiej zarabiających tytułów na komputery osobiste oraz 5. miejsce wśród gier na konsole. Oszacowano, że w osiem dni od premiery zarobił ponad 269 mln dolarów z dystrybucji cyfrowej na całym świecie, wyprzedzając takie tytuły, jak Doom, Counter-Strike: Global Offensive, Dark Souls III i Minecraft. Podano również, że gra była wówczas 5. najczęściej transmitowanym tytułem na serwisach streamingowych. 4 sierpnia w sprawozdaniu za II kwartał 2016 roku podano, że w Overwatch zagrało już ponad 15 milionów osób na całym świecie, wliczając w to sprzedane egzemplarze pudełkowe, sprzedaż cyfrową, graczy korzystających z kafejek internetowych oraz wielodostępnych konsol domowych. Tym samym stał się najlepiej sprzedającą się grą komputerową Blizzarda w historii, detronizując poprzednią produkcję firmy, Diablo III i zarazem osiągając to szybciej niż jakakolwiek gra tego studia. Overwatch pobił również rekord ustanowiony przez Diablo III w Chinach i stał się najszybciej sprzedającą się grą PC na tamtejszym rynku. Ponadto podano, że od premiery zarobił około 0,5 mld dolarów, a gracze spędzili dotychczas ok. 500 mln h w grze. Podczas imprezy TwitchCon 2016 firma Twitch podała, że Overwatch był najchętniej streamowaną grą w 2016. 11 października 2016 podano, że liczba zarejestrowanych graczy przekroczyła 20 milionów; tym samym OW stał się najszybszą grą Blizzarda, która osiągnęła taki wynik w tak krótkim czasie, tj. po czterech miesiącach. Pod koniec stycznia 2017 roku podano, że ilość graczy przekroczyła 25 milionów, z kolei w podsumowaniu rocznym za rok 2016 podano, że jako „nowa franczyza” w IV kwartale utrzymywała wysoką aktywność miesięczną graczy (MAU). 28 kwietnia 2017 podano, że liczba graczy przekroczyła 30 mln. Z kolei w sprawozdaniu finansowym za I kwartał 2017 poinformowano, że Overwatch stał się 8. marką w portfolio Activision Blizzard, która zarobiła miliard dolarów. W sprawozdaniu za II kwartał 2017 podano, że społeczność Overwatcha wzrastała od ponad roku po premierze gry, ustanawiając tym samym kolejny rekord miesięcznej aktywności graczy (MAU). 16 października 2017 Blizzard za pomocą Twittera ogłosił, że gra ma już 35 milionów graczy. 15 maja 2018 podano, że liczba graczy przekroczyła 40 milionów. W podsumowaniu III kwartału 2017 podano, że w porównaniu do roku poprzedniego wzrosła miesięczna liczba aktywnych graczy. W sprawozdaniu za I kwartał 2018 podano, że łączny czas spędzony na graniu i oglądaniu Overwatch wzrósł w ujęciu kwartał do kwartału. Według raportu grupy SuperData gra do lipca 2019 roku zarobiła ponad 1 miliard dolarów z mikropłatności; tym samym jest to szósta gra Activision Blizzard, której się to udało. W sprawozdaniu za II kw. 2019 roku podano, że liczba aktywnych graczy (MAU) w Overwatch była względnie stabilna w stosunku kwartalnym, a następnie wzrosła po dodaniu do gry tzw. „Warsztatu” (ang. Workshop). 1 października 2019 podczas BlizzConu 2019 Jeff Kaplan stwierdził, że liczba graczy w Overwatch przekroczyła 50 milionów osób. W sprawozdaniu za II kw. 2020 roku odnotowano znaczną liczbę graczy, którzy wrócili do rozgrywki. 29 października 2020 podczas sprawozdania finansowego podano, że w 3 kwartale w grze odnotowano 10 mln graczy każdego miesiąca. 29 kwietnia 2021 roku w wywiadzie dla GameSpot nowy dyrektor gry Aaron Keller podał, że liczba graczy w Overwatch przekroczyła 60 milionów osób.
Ponadto w czerwcu 2016 koreańska strona Gametrics poinformowała, że Overwatch był drugą najpopularniejszą grą (23,79%) w koreańskich PC bangach zaraz po League of Legends (29,15%). Z kolei pod koniec czerwca podano, że gra była najczęściej wybieranym tytułem w koreańskich kafejkach internetowych. Według danych Gametrics z ponad 4000 PC bangów, Overwatch osiągnął ponad 30%, pokonując League of Legends z wynikiem 27,8% (na 1. miejscu od 46 miesięcy). Gra ponownie była numerem 1 w koreańskich kafejkach internetowych przez cały III kwartał 2016 roku.